# Crash Bandicoot 4: It’s About Time
Crash Bandicoot 4: It’s About Time — компьютерная игра в жанре платформер, разработанная американской компанией Toys For Bob под издательством Activision. Это восьмая по счёту игра в серии Crash Bandicoot, хотя и является четвёртой в хронологическом порядке, продолжая историю трилогии Crash Bandicoot N. Sane, и непосредственно происходит после событий Crash Bandicoot: Warped. Выход состоялся 2 октября 2020 года для PlayStation 4 и Xbox One.

## Сюжет
Игра рассказывает нам о том, как Кортекс с Н. Тропи, выбрался из временной ловушки, разрушив границы времени и пространства. На этот раз они угрожают не только своему миру, но и всей мультивселенной. После чего, главный герой находит маску Лани-Лоли, где и начинается его неспокойная жизнь. Крэшу и Коко предстоит спасти мироздание, объединив четыре квантовые маски и изменив законы реальности, отправившись в другое время и измерения, чтобы остановить Доктора Нео Кортекса, Нефариуса Тропи и Ука Ука, устроивших квантовый разлом.

## Геймплей
Crash Bandicoot 4: It’s About Time по заявлению разработчиков приближена к оригинальной трилогии, по типу Crash Bandicoot N. Sane, где главным героем выступает Крэш Бандикут, но во время прохождения можно в любой момент переключиться на Коко Бандикут. Игра не отходит от традиционных элементов серии, на уровнях присутствуют различные ловушки и препятствия, которые необходимо преодолеть, враги, которых можно победить определёнными способами (например, прыгать на них, или использовать вращение бандикута), и ящики, которые можно разбить и собрать фрукты вумпа (100 вумпа фруктов = + 1 жизнь), некоторые из которых действуют как контрольные точки, которые возвращают игрока, когда тот умирает. Также разработчики сказали, что в игре будет два режима сложности: один будет с классическим ограничением количества жизней, второй — без. Главная идея игры — это переосмысление масок и их механик из Crash Bandicoot: The Wrath of Cortex, но и к этому добавляется возможность играть за главного антагониста Доктора Нео Кортекса, где Нео Кортекс использует свои технологии и гаджеты, для преодоления препятствий.

## Разработка
Вначале ходили слухи о том, что разработчиками останутся Vicarious Visions, у которых уже есть свой готовый игровой движок. Но в итоге разработчиками оказалась студия Toys For Bob, которая использует движок Unreal Engine. Ранее эта студия уже работала над серией, оптимизировав и выпустив версию Crash Team Racing Nitro-Fueled на платформу Nintendo Switch. Рекламная кампания началась 18 июня 2020 года, когда некоторым журналистам выслали пазл, на котором изображена новая маска из игры. И уже 22 июня 2020 года, трейлер игры был загружен на канал Crash Bandicoot на видеохостинге YouTube.

## Отзывы
| Сводный рейтинг       | Сводный рейтинг            |
| Агрегатор             | Оценка                     |
| --------------------- | -------------------------- |
| Metacritic            | (PS4) 85/100 (XONE) 83/100 |
| Иноязычные издания    |                            |
| Издание               | Оценка                     |
| Destructoid           | 9/10                       |
| Famitsu               | 33/40                      |
| Game Informer         | 8,5/10                     |
| GameSpot              | 8/10                       |
| GamesRadar+           | [ 8 ]                      |
| IGN                   | 8/10                       |
| VG247                 | [ 10 ]                     |
| Русскоязычные издания |                            |
| Издание               | Оценка                     |
| «Игромания»           | [ 11 ]                     |